# Saint-Germain (Meurthe-et-Moselle)
Saint-Germain ist eine französische Gemeinde mit 157 Einwohnern (Stand 1. Januar 2022) im Département Meurthe-et-Moselle in der Region Grand Est (vor 2016 Lothringen). Sie gehört zum Arrondissement Lunéville und zum Kanton Lunéville-2.

## Geografie
Die Gemeinde liegt etwa 31 Kilometer südöstlich von Nancy im Süden des Départements Meurthe-et-Moselle auf einer Anhöhe östlich des Moseltals an der Grenze zum Département Vosges. Weite Teile der Gemeinde sind bewaldet. Nachbargemeinden sind Villacourt im Westen und Norden, Loromontzey im Osten, Charmes (im Département Vosges) im Südosten sowie Chamagne (im Département Vosges) im Süden.

## Geschichte
Die heutige Gemeinde wurde 1135 indirekt (Albertus de Sancto-Germano) in der lateinischen Form Sancto-Germano erstmals in einem Dokument der Abtei Beaupré erwähnt. Saint-Germain gehörte historisch zur Vogtei (Bailliage) Châtel und somit zum Herzogtum Lothringen, das 1766 an Frankreich fiel. Bis zur Französischen Revolution lag die Gemeinde dann im Grand-gouvernement de Lorraine-et-Barrois. Von 1793 bis 1801 war die Gemeinde dem Distrikt Lunéville zugeteilt. Saint-Germain war von 1793 bis 2015 Teil des Kantons Bayon und liegt seit 2015 innerhalb des Kantons Lunéville-2. Seit 1801 ist Saint-Germain zudem dem Arrondissement Lunéville zugeordnet. Die Gemeinde lag bis 1871 im alten Département Meurthe.

## Bevölkerungsentwicklung
| Jahr                       | 1962 | 1968 | 1975 | 1982 | 1990 | 1999 | 2007 | 2019 |
| Einwohner                  | 145  | 124  | 115  | 116  | 141  | 146  | 148  | 155  |
| Quellen: Cassini und INSEE |      |      |      |      |      |      |      |      |

## Verkehr
Saint-Germain liegt nahe bedeutender Verkehrswege. Die Bahnstrecke von Nancy nach Épinal führt durch die westliche Nachbargemeinde Villacourt. In den Gemeinden Bayon und Charmes liegen die nächstgelegenen Haltestellen an dieser Bahnstrecke. Die E23 führt wenige Kilometer westlich der Gemeinde vorbei. Der nächstgelegene Anschluss ist in Gripport. Für den regionalen Verkehr sind die D112b und die D133 wichtig, die durch das Dorf führen.

## Sehenswürdigkeiten
- Schloss Château de Balmont aus dem 18. Jahrhundert
- Dorfkirche Saint-Germain; romanisches Portal, Kirchenschiff und Apsis aus dem 16. Jahrhundert. Vom Kirchturm aus leitete General de Castelnau 1914 die französischen Truppen.
- Gedenkplatte für die Gefallenen[1]
- zwei Wegkreuze

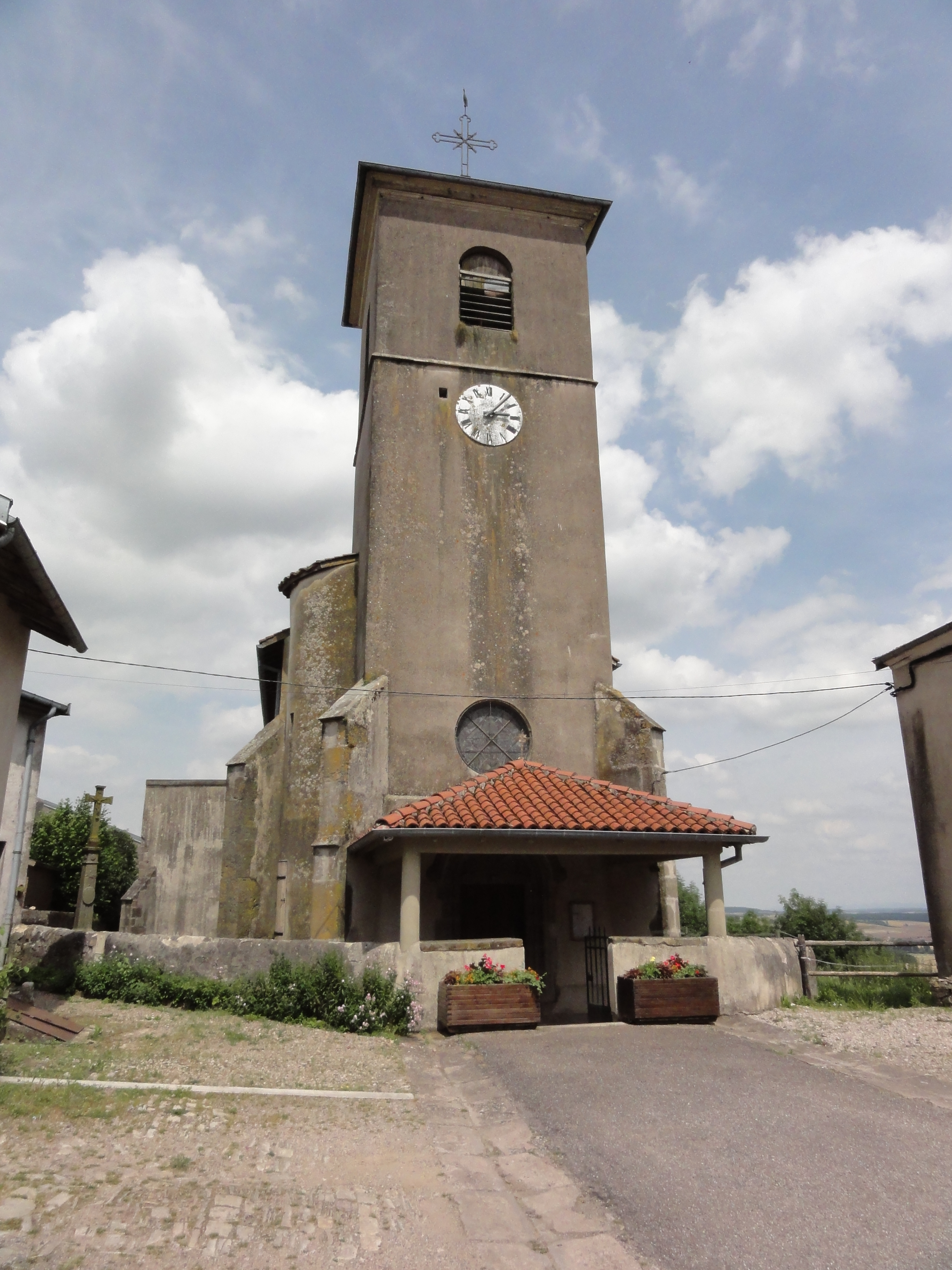
Dorfkirche Saint-Germain
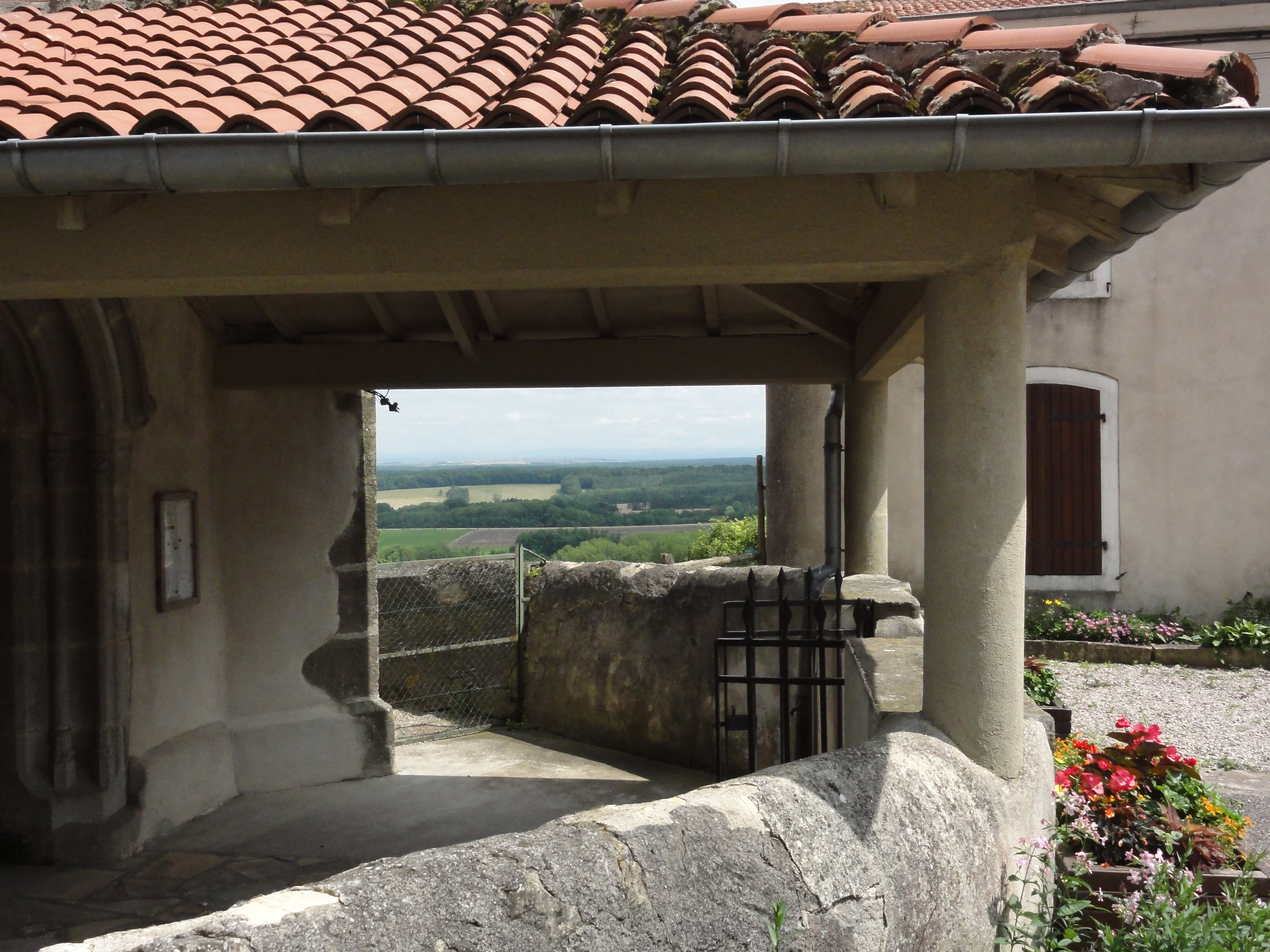
Romanisches Portal der Kirche
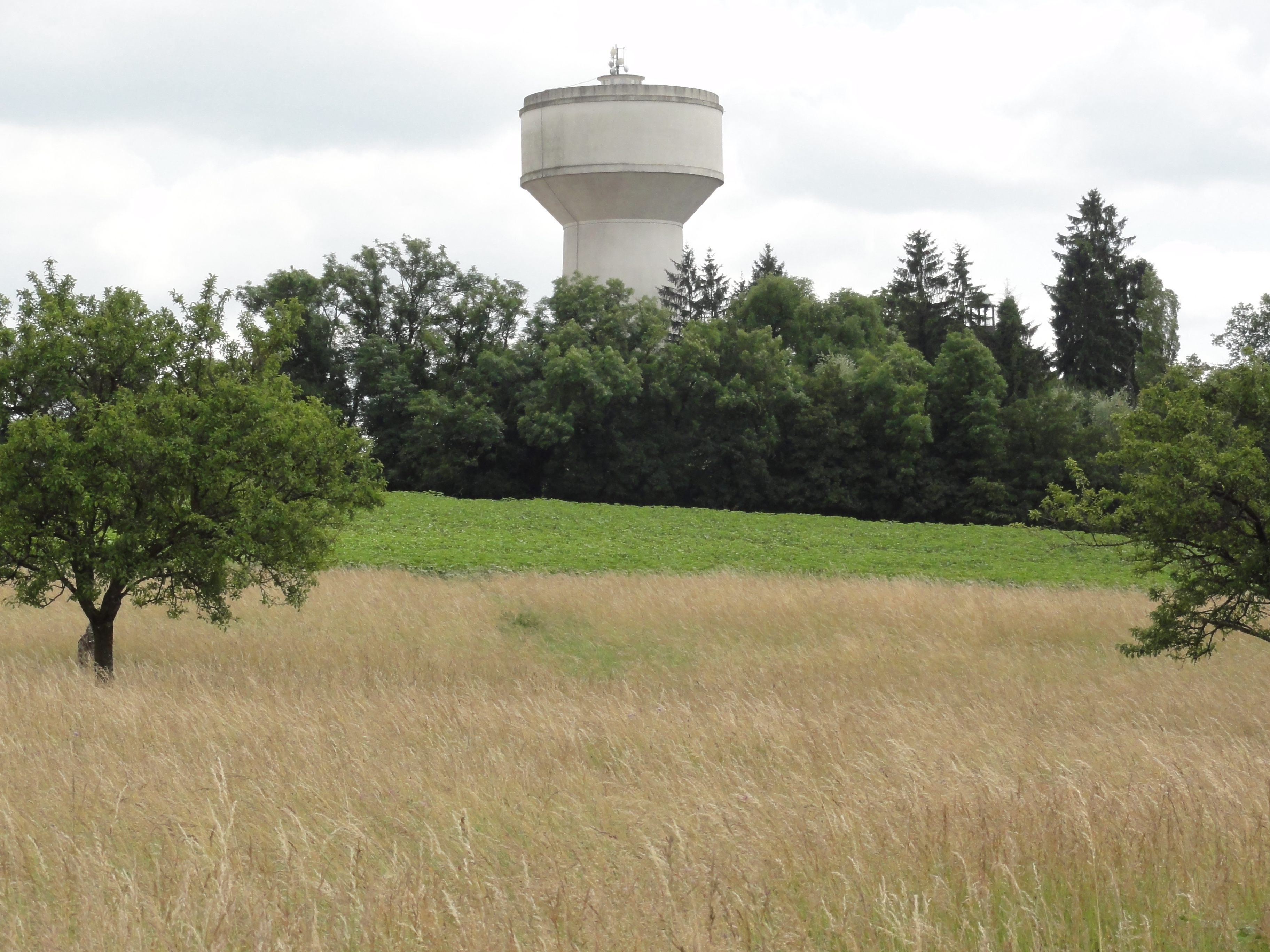
Wasserturm
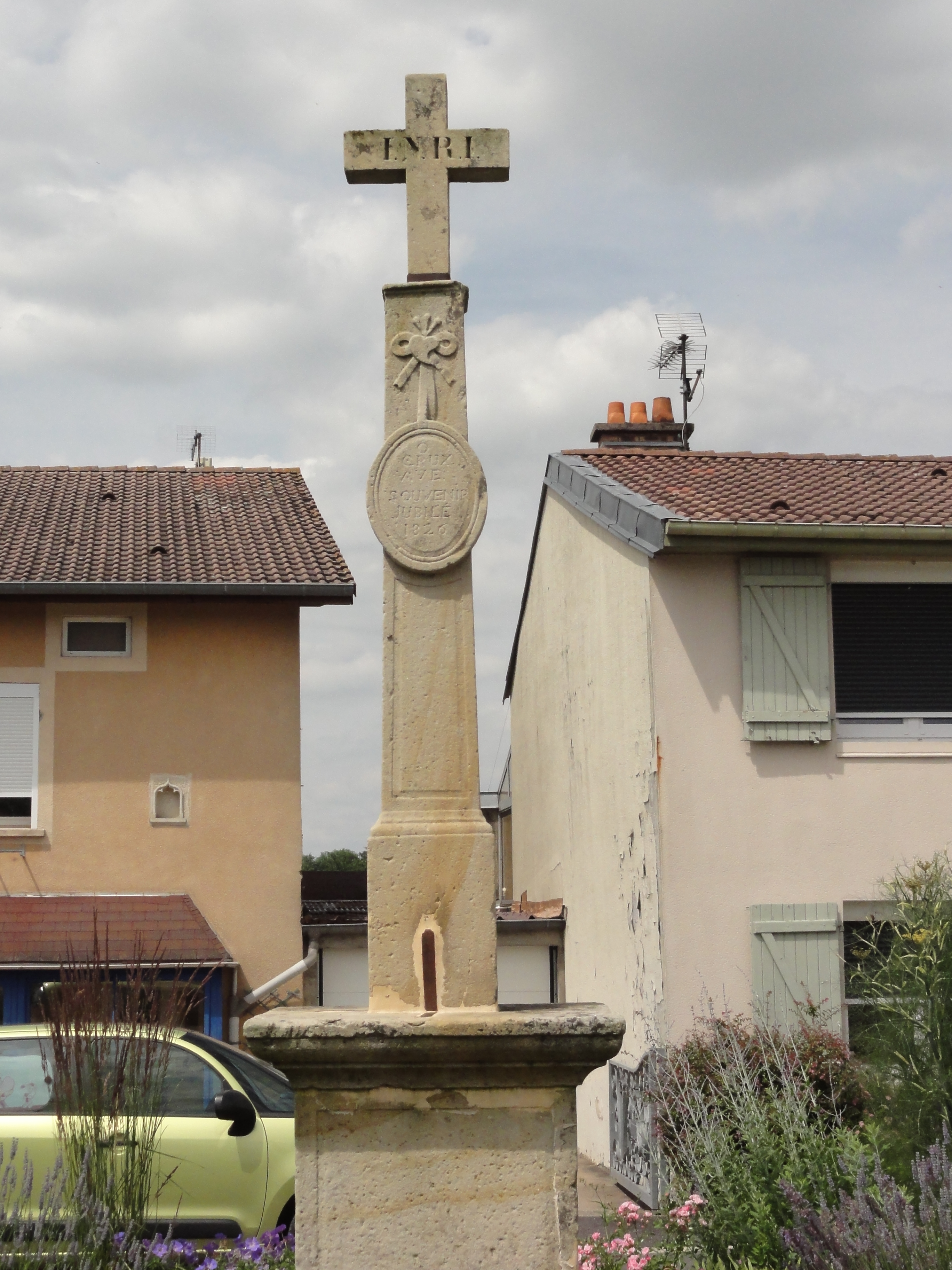
Eines der beiden Wegkreuze
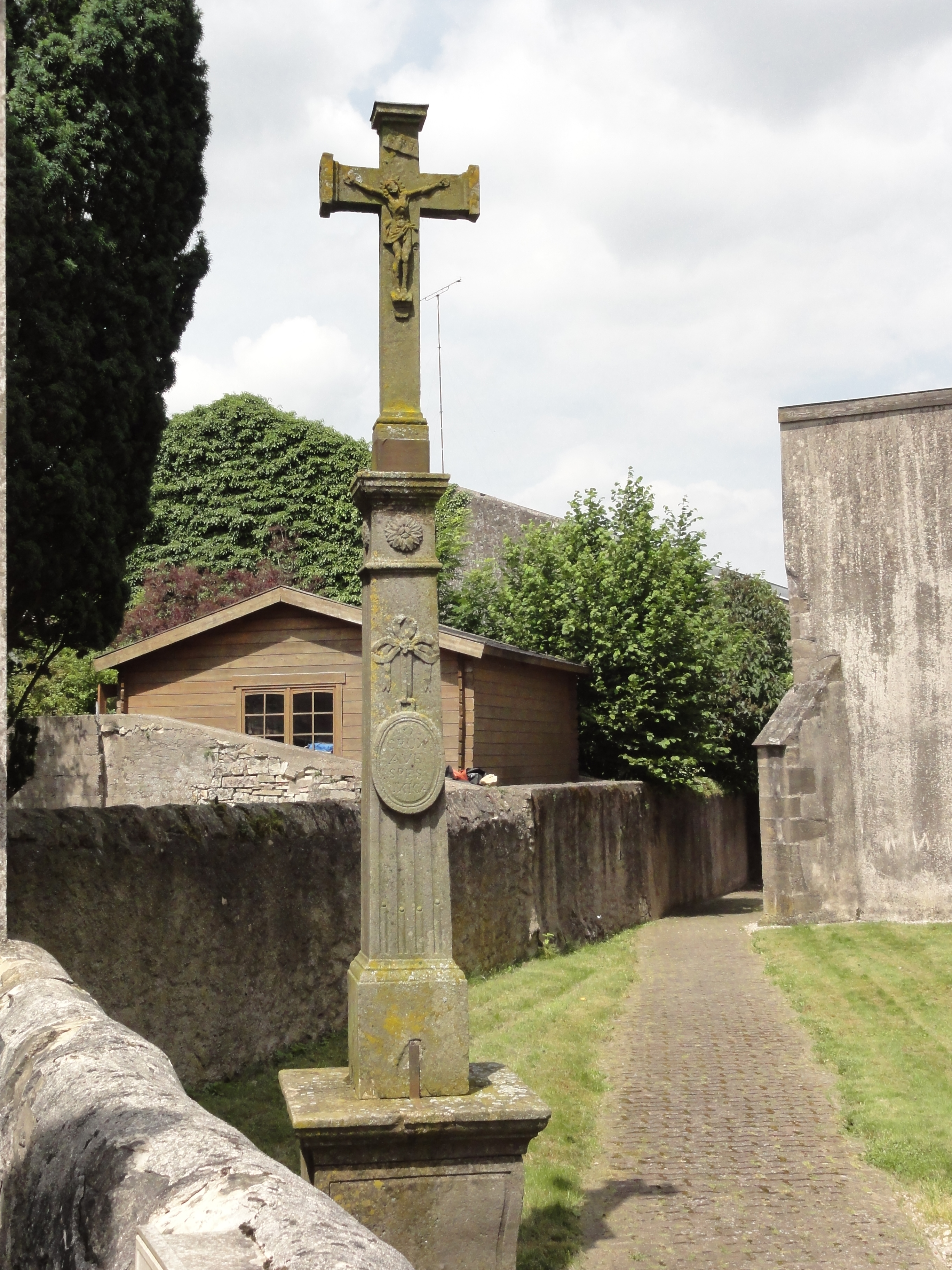
Eines der beiden Wegkreuze
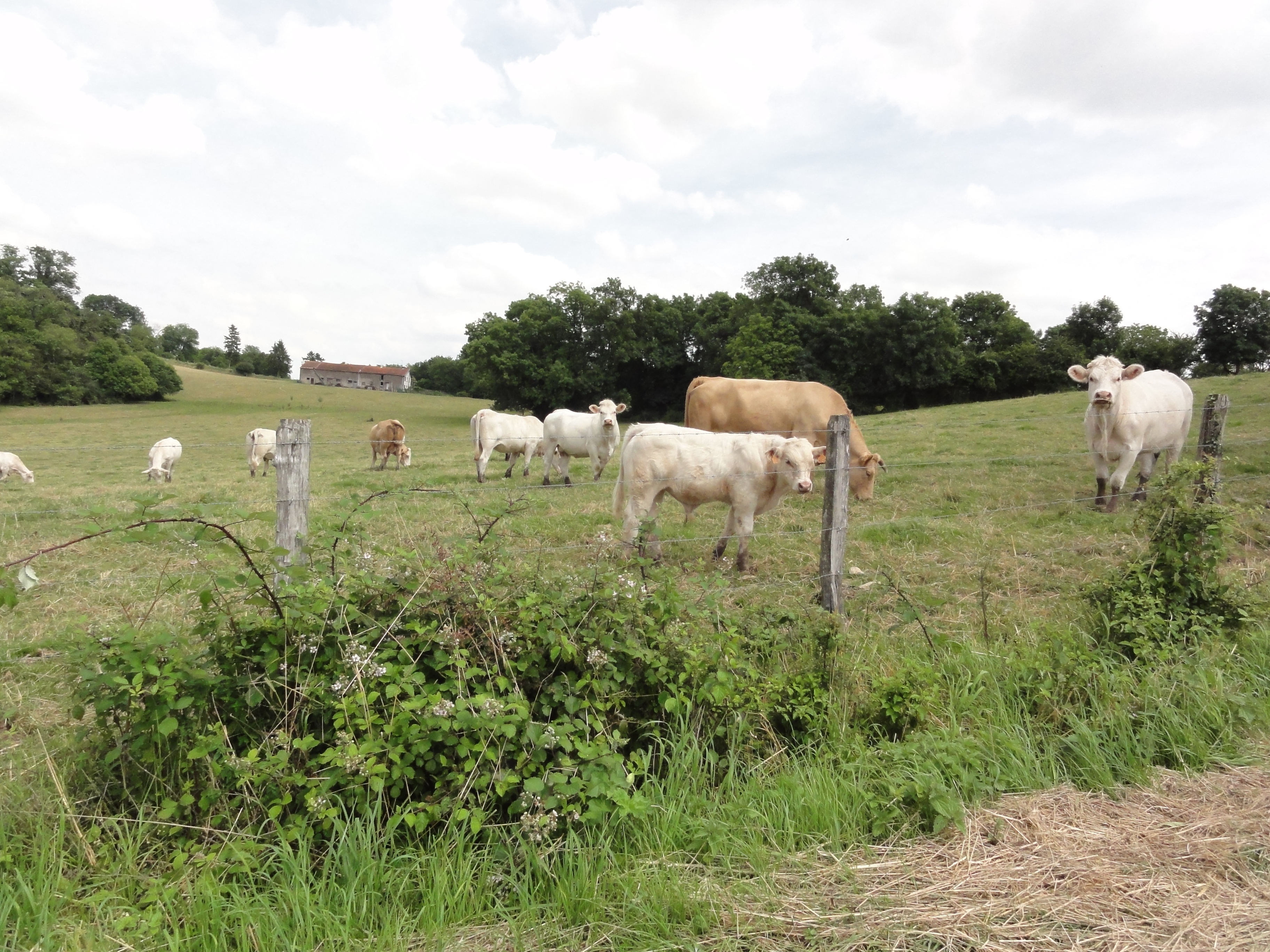
Umgebung von Saint-Germain

## Persönlichkeiten
- Henri Dry (1880–1965), Jurist, Maler und Karikaturist